# Александровская улица (Чернигов)
Александровская улица (укр. Олександрівська вулиця) — улица в Деснянском районе города Чернигова, исторически сложившаяся местность (район) Александровка. Пролегает от улицы Багряного до пересечения улиц Анатолия Шкурко (Академика Рыбакова) и Черниговская.
Примыкают улицы Скоропадского, Рапопорта (Полесская), Комочкова (Цветочная), Грушевского, Балицкого (Заводская), Григоренко (Шевченко), Сергея Ефремова (Комарова), проспект Михаила Грушевского (улица Гагарина → 1 Мая), Архитектурная.

## История
Называлась улица Ворошилова — в честь российского революционера, Маршала Советского Союза, дважды Героя Советского Союза Климента Ефремовича Ворошилова.
12 февраля 2016 года улица получила современное название — в честь исторической местности, где улица проложена, согласно Распоряжению городского главы В. А. Атрошенко Черниговского городского совета № 46-р «Про переименование улиц и переулков города» («Про перейменування вулиць та провулків міста»)

## Застройка
Парная и непарная стороны улицы заняты усадебной застройкой. Застройка начала улицы (до улицы Садовая) относится к примыкающим улицам.
Улица тянется от административной границы Чернигова на северо-запад через Александровку до Певцов, где её продлевает улица Черниговская. В юго-восточном направлении улица переходит в безымянный проезд (вне города), что тянется до улицы Малиновского.
Учреждения: нет